# Mittelhof (Nadrenia-Palatynat)
Mittelhof – miejscowość i gmina w Niemczech, w kraju związkowym Nadrenia-Palatynat, w powiecie Altenkirchen, wchodzi w skład gminy związkowej Wissen.